# Neckargröningen
Neckargröningen, umgangssprachlich oft kurz Gröningen genannt, ist seit 1975 ein Stadtteil von Remseck am Neckar im Landkreis Ludwigsburg in Baden-Württemberg und war zuvor eine selbstständige Gemeinde.

## Geographie

### Lage und Topographie
Der Neckargröninger Ortskern befindet sich direkt am östlich fließenden Neckar am gegenüberliegenden Flussufer der Rems-Mündung. Der Ort liegt damit wie alle Remsecker Stadtteile im Naturraum Neckarbecken. Auf der Gemarkung von Neckargröningen geht das Lange Feld ins Neckartal über. Die höchstgelegenen Anteile der Neckargröninger Gemarkung befinden sich rund um den Uhlberg oberhalb des Regentals am Rande der ebenfalls zu Remseck zählenden Gemarkung von Aldingen. Der Anteil des Neckartals nördlich des Neckargröninger Ortskerns ist auch als Schießtal bekannt.

### Nachbarorte
Neckargröningen grenzt im Nordwesten und Norden an die Ludwigsburger Stadtteile Oßweil und Poppenweiler, im Nordosten an den Remsecker Stadtteil Hochberg, Im Osten am gegenüberliegenden Neckarufer an der Remsmündung liegt der Remsecker Stadtteil Neckarrems. Im Süden von Neckargröningen liegt der Ortskern des ebenfalls zu Remseck zählenden Stadtteils Aldingen und im Westen liegt das Aldinger Wohngebiet Halden.

### Ortsgliederung
Der Remsecker Stadtteil Neckargröningen besteht aus der gleichnamigen Gemarkung. Dort befinden sich der Ort Neckargröningen selbst sowie das ein Stück nördlich und vom Ortskern räumlich getrennt liegende Gewerbegebiet Schießtal, in welchem auch der Wohnplatz Oberwiesen aufgegangen ist.

## Geschichte

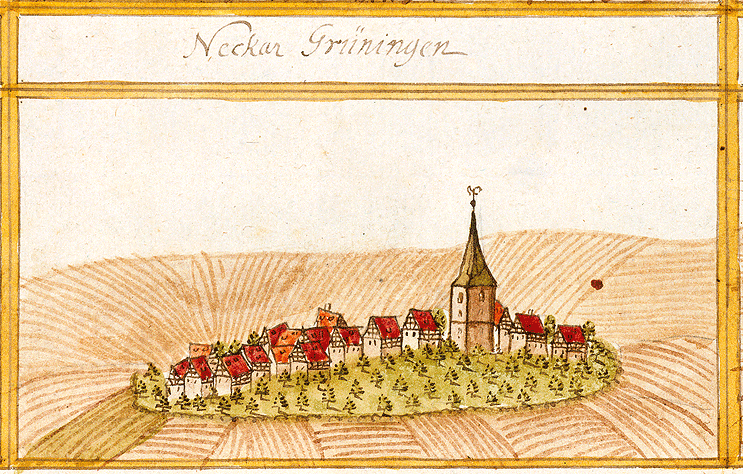
Ansicht aus dem Kieserschen Forstlagerbuch (1682)

Erstmals urkundlich erwähnt wurde Neckargröningen im Jahr 806 als Gruonincheim in einer Schenkung an das Kloster Lorsch. Hier wird auch eine Zugehörigkeit zum Neckargau erwähnt. Neckargröningen ist damit der Remsecker Stadtteil mit der frühesten urkundlichen Erwähnung. Der Name deutet auf eine wahrscheinliche Gründung durch die Alamannen spätestens in der Merowingerzeit hin Den Zusatz Neckar- erhielt der Ort im 13. Jahrhundert, um ihn von der wesentlich bedeutenderen Reichsstadt Gröningen (heutiges Markgröningen) zu unterscheiden. Ebenfalls bereits im 13. Jahrhundert wurde Neckargröningen ein Teil Württembergs, dann jedoch mehrfach verpfändet, das erste Mal 1307 an Georg und Wilhelm von Kaltenthal.  Seit 1758 gehörte Neckargröningen zum Oberamt Ludwigsburg. Bei der Verwaltungsreform während der NS-Zeit in Württemberg 1938 wurde Neckargröningen entsprechend dem Landkreis Ludwigsburg zugeteilt. Da der Ort nach dem Zweiten Weltkrieg Teil der Amerikanischen Besatzungszone wurde, gehörte er somit seit 1945 zum neu gegründeten Land Württemberg-Baden, das 1952 im jetzigen Bundesland Baden-Württemberg aufging.
1975 fusionierte Neckargröningen mit mehreren seiner Nachbargemeinden zur Gemeinde Aldingen am Neckar, die 1977 in Remseck am Neckar umbenannt wurde.

## Gebäude
Die evangelische Martinskirche wurde im Jahr 1275 erstmals urkundlich erwähnt. Der Bau basiert auf einem wohl schon um 1050 erbauten Langhaus und ist damit im Kern die älteste Kirche Remsecks. Die Kirche wurde im 15. Jahrhundert im spätgotischen Stil umgebaut und besitzt Reste von Seccomalereien aus dieser Zeit. Der gotische Chor wurde 1515 durch Peter von Lahn fertig gestellt.
Ebenfalls im 15. Jahrhundert wird auch eine Neckarfähre erwähnt, die bis zum Bau einer Brücke im 18. Jahrhundert in Betrieb war. Das „Alte Rathaus“ von Neckargröningen stammt aus dem Jahr 1592. Es besitzt eine Schauseite, die um 1850 gestaltet wurde. Im Jahr 1736 erfolgte der Bau der überdachten Brücke zwischen Neckarrems und Neckargröningen. Im Jahr 1939 wurde die Brücke im Zuge der Neckarbegradigung abgerissen und durch einen Neubau ersetzt, der bereits 1945 von Truppen der Wehrmacht wieder zerstört wurde. Im Jahr 1951 wurde schließlich die heutige Brücke eingeweiht. Als Sehenswürdigkeit gilt der 1988 errichtete und 80 m lange Rad- und Fußgängersteg über den Neckar, der ebenfalls von Neckargröningen nach Neckarrems führt. Der Neckarsteg war zum Zeitpunkt des Baus die größte freitragende Holzbrücke Europas.
In Neckargröningen befinden sich zudem die von der Stadt Remseck unterhaltenen Gebäude der „Historische Ölmühle“, des „Alten Waschhauses“ sowie der „Historischen Schmiede“, die Ausstellungen zur einstigen Nutzung der jeweiligen Gebäude enthalten.

## Verkehrsanbindung
Am westlichen Ortsrand von Neckargröningen verläuft die Landesstraße L 1100/L 1140 und verbindet so Neckargröningen mit Ludwigsburg (über dessen Stadtteil Oßweil), Marbach (über Hochberg), Stuttgart (über Aldingen) und Waiblingen (über Neckarrems).
Am Ortsrand von Neckargröningen befindet sich die 1999 eingeweihte Endhaltestelle der Linie U12 der Stadtbahn Stuttgart mit dem zentralen Busbahnhof der Stadt Remseck. Von hier gibt es Busverbindungen in Richtung Ludwigsburg und Waiblingen sowie mittels des Remsecker Ringbussystems zu den übrigen Remsecker Ortsteilen. Von 1910 bis 1926 war Neckargröningen an die Ludwigsburger Oberleitungs-Bahnen angeschlossen, die von Ludwigsburg über Oßweil bis nach Aldingen fuhren.

## Wappen
| Wappen der ehemaligen Gemeinde Neckargröningen | Blasonierung: „In Blau zwei pfahlweis gestellte, abgewendete silberne Fische.“                                                                                               |
| Wappen der ehemaligen Gemeinde Neckargröningen | Wappenbegründung: Die Fische verwiesen auf die Neckarfischerei, die früher einen bedeutsamen Erwerbszweig des Ortes darstellte. Die Festlegung dieses Wappens erfolgte 1938. |

## Söhne und Töchter von Neckargröningen
- Balthasar Sprenger (1724–1791), Theologe und Agrarwissenschaftler
- Eugen Heilig (1892–1975), Fotograf
- Wilhelm Nisi (1903–1977), Kunstmaler
- Ulrich Kienzle (1936–2020), Journalist und Publizist